# Fissidens pseudohollianus
Fissidens pseudohollianus är en bladmossart som beskrevs av Iwatsuki och Tad. Suzuki 1982. Fissidens pseudohollianus ingår i släktet fickmossor, och familjen Fissidentaceae. Inga underarter finns listade i Catalogue of Life.